# Halo Wars
『ヘイロー・ウォーズ』（Halo Wars）はバンジースタジオとアンサンブルスタジオとのコラボレーションにより、Xbox 360専用ソフトとして製作された、HALOシリーズを題材としたリアルタイムストラテジーゲーム。2016年にはXbox Oneの後方互換に対応した。本稿ではリマスター版である『Halo Wars: Definitive Edition』についても解説する。

## 概要
これまでのHALOシリーズはファーストパーソン・シューティングゲームとして知られているが、本作はプレイヤーが直接キャラクターを操作して敵と戦うのではなく、マップ上に展開するユニットに対し指示を与えてゆくリアルタイムストラテジーゲームである。また、マルチプレイにおいては、コヴナント側となって戦うことも出来る。本作はHalo Wars公式サイトやマーケットプレースによるダウンロード販売も予定されていた。
歴史上シリーズ最古の物となる為、ヘイロー・トリロジーで主人公であったマスターチーフは登場しない。
アンサンブルスタジオはこの作品の完成後すぐに解体され、実質上この作品は同スタジオの遺作となった。従来のHALOシリーズ作品に比べると過激な表現が押さえられており、シリーズ初のCERO12歳以上対象作品となる。
2016年にはXbox OneのXbox 360後方互換機能に対応。Xbox 360版のディスクかダウンロード版を所持していれば追加料金なしでプレイ可能。またXbox 360本体とXbox One本体を使って、ローカルで対戦プレイや協力プレイができるようになった。
2017年に本作の続編となる『Halo Wars 2』が発売された。

## ゲーム・システム
あらかじめ設定されている基地エリアに、基地施設を建設し、ユニットを作成。これをもって敵軍と戦いミッションをクリアしていくことが目標である。
作成できるユニットの数には上限があり、戦車や大型攻撃機といった強力な兵器はこのスロットを多く消費（歩兵ユニットの三倍以上）する。また、これら兵器は物資をより多く消費し、かつ製造までの時間が長い。
人類側の基地の設備としては、資材を精製する物資パッド、サイクロプスを除くスパルタンを含めた歩兵を育成する兵舎、テクノロジーレベルを向上させるリアクター（発電設備）、ワートホグとエレファントとグレムリンを除く車両ユニットを製造できる車両デポ、航空機を製造できるエアパッド、そしてユニット全体の強化や基地機能の強化を行える兵器工場がある。
対するコヴナント側もほぼ同様の構成であるが、兵器工場とリアクターが一まとめとして「神殿」になり、基地全体を守るシールドジェネレータが追加されている。
プレイヤーは製造したユニットを、戦場のさまざまな場所へと向かわせることができ、時に彼らの持つ特殊能力（歩兵のグレネード等）を駆使して敵軍を排除していく。
また、人類側のみだがコントローラーの十字パッドは戦艦『スピリット・オブ・ファイア』とリンクしており、強力な艦載砲や航空支援要請による攻撃の補助や、ユニットの回復等が可能である。

## レビュー
今回もHalo 2、Halo 3同様に初回限定のリミテッド・エディションが発売される。付録としてHalo: The Fall of Reach等で知られる小説家エリック・ナイランドが執筆するグラフィック・ノベル『ヘイローウォーズ・ジェネシス』（Halo Wars Genesis）が付属。そのほか主要キャラクターのリーダーカードと「スピリットオブファイア」のパッチ、本作とHalo3のコンテンツのためのダウンロード・コードが付属する。

## Halo Wars：Genesis
『ヘイローウォーズ・ジェネシス』（HALO WARS：GENESIS）は、人類とコヴナントのファースト・コンタクトから本作の冒頭までの話を描くグラフィックノベルである。脚本はエリック・ナイランド（Eric Nylund）。絵はフィル・ノート（Phil Noto）が担当した。『Halo Wars リミテッドエディション』にのみ同梱。

### コヴナントとの遭遇
西暦2525年。地球から遠く離れた植民地である『惑星ハーベスト』からの連絡が途絶える。これの調査のためUNSC（下記参照）は偵察船アルゴを派遣するが、到着後すぐに連絡が途絶えてしまう。2525年10月7日。惑星ハーベストの調査のため、UNSCの戦闘艦3隻が派遣された。ハーベストで彼らを待っていたのは、見たことも無いエイリアンの宇宙戦艦であった。すぐさま人類の戦闘団は交戦状態に入るが、フリゲート艦アラビア号とヴォストーク号（Arabia and Vostok）が撃沈され、ベレディ艦長の駆逐艦ヘラクレス号（Heracless）のみがひどい損害を受けつつも生還した。このとき傍受した通信により、敵は『神との契約者（コヴナント）』だと識別。
そして2526年3月1日、UNSCのプレストン・コール中将は史上最大規模の艦隊を指揮し、ハーヴェストの奪還に乗り出す。彼の搭乗する艦隊旗艦は巡洋艦エベレスト号である。（詳細な規模は不明だが、最低16隻以上）
だがいざ戦闘が開始されると、UNSCの艦艇は強固なエネルギー・シールドを持つコヴナント戦艦にまったく歯が立たず、1隻の敵艦を撃沈するのに13隻の艦艇を損失してしまったのだ。
コールは善戦したものの、結局テクノロジーや数的不利のため惨敗。次々と植民地を失いつつあった。UNSCはとある戦闘でコヴナントのエリートを捕獲。それによると彼らコヴナント（下記参照）は人類の粛清を目的としている。だが幸いなことに、人類の本拠地である地球の所在はいまだにコヴナントにつかまれていなかったのだ。コールは地球の所在を敵に知られないために『コール議定書』を採択した。これはいかなる船も地球へ向かうことは許されず、敵に船を鹵獲されそうになった場合は船を自爆させなければならない。またAIなどの情報源も敵に渡してはならないというものである。

### カッター艦長とスピリット・オブ・ファイア
2531年、コール提督の指令によりジェイムズ・カッター指揮の輸送船『スピリット・オブ・ファイア』は、惑星ハーヴェスト周辺で消息を絶った駆逐艦プロフェシー号の捜索に当たっていた。まもなくカッターたちはリアクターがメルトダウンしたプロフェシー号を発見するが、突如スリップスペース（いわゆるワープ）から4隻のコヴナント戦艦がジャンプアウトしてくる。しかも嫌らしいことに、コヴナント艦隊はプロフェシー号の背後に現れたため、スピリットオブファイアは主砲のMACガンを発射できなかった。数的不利を覆すべく、カッターは艦載AIのセリーナに『ハヴォック核ミサイル』（Havok Nuclear Missile）の使用を宣言し、同時にプロフェシー号の生存者救助と内部に残る機密情報漏洩阻止のため、EVA（Extra Vehicular Activity（船外活動）チームをペリカン降下艇に載せてスクランブル発進させる。

### フォージ軍曹とプロフェシー号
母艦スピリット・オブ・ファイアから降下艇エコー、インディア、リマ、ノベンバーが発進した。降下艇リマを操縦するのはジョン・フォージ軍曹と副操縦士クリスである。フォージのペリカン降下艇はコヴナントのセラフ戦闘機の放ったレーザーに撃たれつつも、何とかプロフェシーに着艦する。しかし先のレーザーにより、副操縦士クリスは亡くなっていた。
道中、同じようにプロフェシー内部に潜入したコヴナント歩兵部隊と遭遇するも、フォージたちリマ小隊は生存者を救出しつつセキュリティ・ドアにたどり着く。がしかし、プロフェシーのAIフィッツギボン（Fitzgibbon）はフォージのアクセスを拒否した。記録によるとフォージは命令不服従、上官への反抗、看護師へのナンパなどにより3回も降格している問題児であるからだ。だがプロフェシー内部はコヴナントに制圧されつつあり、一刻を争う事態を悟ったフィッツギボンはアクセスを許可。フォージたちはデータを消去しプロフェシーの自爆シークエンスを開始。生存者と共にペリカンで脱出し、母艦へと帰還した。

## プロット

### UNSC
UNSCとはUnited Nation Space Command（ユナイテッド・ネイション・スペース・コマンド）のことで、つまり『国連宇宙軍』のことである。しかし、地球人の軍隊であることと、説明上、会話上の都合から大抵『地球軍』と呼ばれる。UNSCの公用語は英語とスペイン語、そしてスワヒリ語となっている模様。
ちなみに本作での発音はそのまま ”ユー・エヌ・エス・シー”となっている。

### コヴナント
コヴナント（Covenant）とは多種族のエイリアンによる軍事的、宗教的連合軍である。
人類よりも進んだテクノロジーを保有し、UNSCよりも強靭な軍隊を保有している。彼らの目的は全ての生命を救済へと導くとされる『大いなる旅立ち』（The Great Journey）を確立させるために、必要不可欠な『聖なるリング』（要するにHALO）を探し出すことと、それを妨害する人類を根絶することである。

### 惑星
惑星ハーヴェスト
ハーベスト（Harvest）はUNSCの植民地のひとつ。本作の主戦場となる惑星であるが、同時に先駆者（フォアランナー）のアーティファクトが眠る場所としての価値観をも持ち合わす。
元々は地球から一番はなれたUNSCの農業惑星であったが、2525年に惑星全土が焦土化し300万人いた人口は惑星からの脱出等により大半が生き残るが最後まで惑星にいた人間は誰一人生存していない。
惑星アルカディア
UNSCの植民地であるアルカディア（Arcadia）は、まだ発展途上の星であるが、リゾートに最適な素敵な環境に恵まれているという。
人口は300万人で、特に重要な軍事基地などは建設されていなかったが、ハーベスト北極圏のフォアランナー遺跡の星系地図に載っていたためにコヴナントの攻撃目標とされてしまった。

### スピリット・オブ・ファイア
CFV-88 スピリット・オブ・ファイア（Phoenix-Class Colony Ship CFV-88 Spirit of Fire）はUNSCのフェニックス級コロニー・シップ（植民船）である。かつては移民船で武装などは殆どなかったようだが、対コヴナント戦争の勃発と共に武装を施され宇宙戦艦として生まれ変わった。コイル・キャノンのMACガンとアーチャー・ミサイル、50mmCIWSで武装し、船体内部にはペリカン、アルバトロスのようなドロップシップ（降下艇）。スコーピオンやワートホグ、海兵隊などの地上部隊を格納する強襲揚陸艦のような能力を持つ艦艇となっている。元々が植民地開拓用の作業船でもあるため、地上施設の運搬・建設能力にも長ける。更に大量の工作物資も搭載しているため、随時地上へ物資を送ることができる。
スピリット・オブ・ファイアは読んでそのまま『炎の精神』または『炎の精霊（サラマンダー）』の意。

## キャラクター

### UNSC
ジョン・フォージ軍曹（Sergent John Forge）
日本語声優：安元洋貴 / 英語ヴォイスアクター：ノーラン・ノース
スピリット・オブ・ファイア所属の海兵隊員。このゲームの大半は彼を操作（指揮）して進行するため、ほぼ彼が主役といえる。地球生まれの29歳。勇猛果敢なヒーローであり5度の昇進を成し遂げているが、上官への反抗や命令違反で3回降格している。彼の部下によると彼は「戦場ではこの上なく頼りになるが、自分の妹には絶対に紹介したくない男」。
ワートホグのアップグレードに関わらず、大抵ガウス・ワートホグに搭乗しているが、歩兵時の戦闘ではショットガンを連射する独自のアビリティを所持する。
ジェームズ・グレゴリー・カッター （Captain James Gregory Cutter）
声優：沢木郁也 / ボイスアクター：マイケル・ゴフ
フェニックス級コロニー・シップ、CFV-88 スピリット・オブ・ファイアの艦長であるカッターは、仕事よりも家族を第一に思うよき家庭人である。惑星リーチ出身。長い経験と才能から駆逐艦プロフェシーの艦長に推薦されるも、家族とあまり離れたくないという個人的理由で輸送船スピリットでの裏方作業を選んだという経歴を持つ。しかしながら、コヴナント戦争の勃発と共にスピリットはコール中将から直接の命を受け前線へと赴くこととなる。
セリーナ （Serina） 声優：本田貴子 / ボイスアクター：コートネイ・テイラー
UNSCのAI。いわゆる人工頭脳である。スピリット・オブ・ファイアの管理人とも言える立場にあり、ヘイロー・トロリジーのコルタナに近い存在。AIに性別は無いがコルタナ同様セリーナも女性形である。
冷静で、現実的な性格をしているが、説明書によるとAIであるのにチョコレートに関心があるようである。
現場の兵士にフラッドが寄生生物であることを伝えてフォージ軍曹に呆れられるなど、人間の情緒や恐怖に関する感覚が薄いようだが、帰還の可能性の低い任務に赴く兵士に家族からの物として、の偽バレンタインメールを送信するなどの気遣いを見せる面もある。
エレン・アンダース教授 （Ellen Anders） 声優：浅野まゆみ / ボイスアクター：en:Kim Mai Guest
UNSCの心理学者。スリピット・オブ・ファイアに乗り込み、惑星ハーベストの調査にあたる。フォージ軍曹に負けず劣らずの頑固な性格である。
ゲームパッケージに封入されているマニュアルは彼女の物という設定らしく、冒頭に署名、また随所にアンダースのものと思われる書き込みが見られる。
SPARTAN アリス 130 （SPARTAN Alice-130）
スパルタン・レッドチーム所属の女性スパルタン。惑星アルカディアにてジェロームたちと警備任務に就いていたが、コヴナントの侵攻により避難民の輸送船警護にあたることとなる。ヘビー・マシンガンで武装している。
通常版のパッケージの左側、左肩に赤い鳥（不死鳥）のエンブレムがある以外は特別な彩色等は無く、サブマシンガンで武装したスパルタンが彼女。
SPARTAN ダグラス 042 （SPARTAN Douglas-042）
スパルタン・レッドチームに所属。彼はロケットランチャーで武装しているが、シングルプレイ以外ではロケットランチャーを持つスパルタンは存在しない。
通常版パッケージの右側、右肩の海賊旗（クロスボーン）のエンブレムに加え、ヘルメット等に黒いアウトラインがあり、ショットガンで武装しているのが彼。
SPARTAN ジェローム 092　（SPARTAN Jerome-092）ボイスアクター：クリスピン・フリーマン
スパルタン・レッドチーム3人集のリーダー的存在である。スパルタン・レーザーを装備している。ゲーム中では、スパルタンレーザーの特性故か、便宜上「スナイパー」とされる。
通常版パッケージの中央、右肩のスパルタ族の戦士の兜のエンブレムに加えて、アーマーに赤いラインが刻まれ、アサルトライフルで武装しているのが彼。
SPARTAN サミュエル 034 (SPARTAN Samuel-034)
スパルタンの一人にして、スパルタンの最初の戦闘における戦死者。14歳没。コヴナントのフリゲート爆破ミッション中、プラズマガンのチャージボルトを受けアーマー損傷。船外へ脱出できなくなり、結果爆弾を死守するためフリゲートに残る。2525年に死亡しているため本作には登場しないが、レッドチームの面々が度々呼びかけているのは彼（の仇をとるため）だと思われる。ちなみに、チーフ（John-117）の親友だったらしい。詳細は小説『Halo: The Fall of Reach』（日本語版あり）で語られている。

### コヴナント
悔恨の預言者　（Prophet of Regret）声優：宮林康
コヴナントの指揮官の一人。「2」に登場した悔恨の預言者当人にして、ハーベストの遺跡調査を指示した張本人。
他の預言者が出てこないところを見ると、現場に赴くことも厭わない行動力と独断専行ぶりはこのころから既に発揮されていたようだ。
アービター （The Arbiter）
コヴナントの17代目調停者。エナジーソードによる接近戦の名手。アービターとは役職名であり、名前はRipa 'Moramee。同じエリート族ではあるが、Halo2、Halo3に登場したアービターとは別人である。

## ユニット

### UNSC（地球軍）のユニット

#### UNSCの歩兵隊
スパルタン （Spartan）
コスト-300 製造可能数-3 ユニット属性-歩兵 テックレベル‐0 消費空きユニット-0
『スパルタン』はUNSCの新兵器である、スパルタン・プロジェクトによる強化歩兵の特殊部隊。
HALOシリーズの主人公となるマスターチーフと同じ部隊である。彼らの装備する『マークIV ミョルニル・アーマー』（MJOLNIR Mk.IV Battle Armor）は、後にマスターチーフが装備するMk.V や Mk.VI のようにエネルギー・シールドを保有し、コヴナントと比較しても高い能力を持つ。
シールドが装備されたのはMk.V以降のアーマーだが何故か本作のMk.IVにもシールドがある。ゲームバランスの為か製作側の単なるミスかは不明。
彼らはアビリティにより敵の車両・航空機の強奪が可能で、アップグレード2.「神経インプラント」により敵車両の強奪速度が上がる。スパルタンが搭乗している乗り物は性能が格段に上昇する。
初期の武器は二丁に構えたサブマシンガンだが、アップグレードにより1.「ヘビー・マシンガンを装備」、3.「スパルタン・レーザーを装備」できる（ロケットランチャーはキャンペーンモードのダグラスのみ）。
海兵隊 （UNSC Marine）
コスト-100 ユニット属性-歩兵 テックレベル‐0 消費空きユニット-1
『UNSC 海兵隊』はHALOシリーズではお馴染みの存在である歩兵ユニットである。1ユニット5~6名の小隊で編成。アップグレード1.「各隊に1名増員」、3.「衛生兵が追加」されると、衛生兵が健在の状態で待機していると自動回復する。
アビリティは対象に向かってグレネードを発射、アップグレード2.「ロケットグレネード」を装備する事で威力が上がり航空機に対してもグレネードを浴びせる事が出来る。
HALOシリーズ同様、戦闘中でもよく喋る。
ODSTに強化してもテクノロジーレベルは0
火炎放射兵 （Flamethrower）
コスト-100 ユニット属性-歩兵 テックレベル‐0 消費空きユニット-1
文字通り火炎放射器で武装する海兵隊員（通称ヘルブリンガー）。1個小隊は2名で編成される。
対歩兵ユニットとして設定されており、歩兵や建造物には強いが、航空機には全く手が出ないユニット。アップグレード2.「粘着ナパーム」、3.「酸化タンク」を装備する事で攻撃力が上昇する。
アビリティはアップグレードにより得られる1.「フラッシュグレネード」。威力は然程でもないが歩兵を一定時間麻痺させる効果がある。
ODST（Orbital Drop Shock Trooper）
コスト-100 ユニット属性-歩兵 テックレベル‐3 消費空きユニット-1 ※カッター艦長固有のユニット
HALO2で初登場したUNSCの軌道降下兵。基本的な特徴は海兵隊と同じだが、全ての面で能力が向上している。
軌道上のスピリットオフファイアから降下させることで、ピンポイントの戦力投入が可能である。最大で一度に10部隊まで投下可能。
海兵隊から強化する時のテクノロジーレベルは4
スパルタン・チームオメガ （SPARTAN Team Omega）
※シングルプレイのみ登場
スパルタンの部隊。なお、最初の予告編（下記参照）の最期に "This is SPARTAN Group Omega," （こちら、スパルタン・グループ・オメガ。）と発言しているように、当初は「チーム・オメガ」ではなく「グループ・オメガ」という名称であった。

#### UNSCのビークル
ワートホグ （Warthog）
コスト-150 ユニット属性-軽車両 テックレベル‐0 消費空きユニット-1
戦闘バギー。初期武装はないが、アップグレードにより1.「チェーンガンを装備」をした従来のワートホグに改良可能。更に2.「グレネードランチャーで武装した兵員を搭乗」、3.銃座をコイルガンの「ガウス・キャノンに換装」することができる。
アビリティにより敵ユニットに体当たりをする事ができるが、重車両や基地に対して使うとワートホグが一方的に損害を被る事になる。
スコーピオン （M808B Scorpion MBT）
コスト-500 ユニット属性-重車両 テックレベル‐2 消費空きユニット-3
『M808B スコーピオン』はUNSCのMBT（主力戦車）である。攻撃力・防御力・機動力ともに備えたUNSCの花形ユニット。アップグレード2.「パワータレット」によりタレットの旋回力と敵に対する反応速度が上昇する。
アビリティはアップグレード1.「キャニスターシェル」により得られる主砲の一斉射撃、なおキャニスターは航空機に対しては、使用不可。
ウルヴァリン （Wolverine）
コスト-300 ユニット属性-軽車両 テックレベル‐3 消費空きユニット-2
『MAAT ウルバリン』は地対空ミサイルを装備したハーフトラックである。乗員は2名で、2機のミサイル・ポッドとグレネード・マシンガンで武装する。そのグレネードはあくまで自衛用であり、本格的な地上戦には不適。アップグレード1.「一斉射撃」を取得すると、アビリティで、地上ユニットや建造物破壊のみに対してミサイルの一斉射撃を放つ事ができる。
アップグレード2.「デュアルグレネード」によりロケットポッドを装備し、攻撃力が増大する。
コブラ （SP42 Cobra）
コスト-350 ユニット属性-軽車両 テックレベル‐3 消費空きユニット-2
『SP42 コブラ』はレールガンで武装した戦車駆逐車（タンク・デストロイヤー）である。武装は2連装のレールガンだが、アビリティ「砲撃モード」を行うとその場に展開し、対建造物、対装甲に絶大な威力を発揮する。乗員は2名。
アップグレードにより、1.「強化プレート」を装備し装甲が強化、2.「貫通ショット」により攻撃力が上昇する。
グレムリン（Gremlins）
コスト-200 ユニット属性-軽車両 テックレベル‐ 消費空きユニット-1 ※アンダース教授固有のユニット
EMP(電磁パルス)を搭載する特殊軽装甲車両。固有の武装としては、フォーカスレーザーキャノンを装備する。
アビリティによりEMPを発射すると敵の車両やタレット等を一時的に行動不能にすることができる。このアビリティはアップグレード1.「フォーカスレンズ」、2.「チェーンアンプリファー」により攻撃力と効果範囲が上がる。
グリズリー（Grizzly）
※フォージ軍曹固有のユニット
『グリズリー』はスコーピオンを強化した重戦車で、2連装の主砲と強固な装甲を有する。
ライノ （Rhino）
※シングルプレイにのみ登場
『ライノ』は長距離砲撃を主任務とし、強力なプラズマ砲を備えている。UNSCが秘密裏に開発した経緯がある。
放射状にプラズマ弾を撃ち出し、着弾地点に小規模な爆発を発生させる独特の砲撃を行う。火力が高く「砲撃モード」に移行すると射程距離が強化されるが、弾速と攻撃速度が遅い上にサブ武装を持たず、前衛には不向き。
エレファント（Elephant）
コスト-400 ユニット属性-重車両 消費空きユニット-2 ※カッター艦長固有のユニット
Halo3にも登場した移動型要塞。防衛用のディフェンスタレットを数基搭載している。
指定ポイントにロックダウンするアビリティを有しており、この状態だと歩兵ユニットの育成が可能となる（強化は不可能）。
サイクロプス（Cyclops）
コスト-125 ユニット属性-歩兵 消費空きユニット-1 ※フォージ軍曹固有のユニット
『サイクロプス』はUNSCのパワー・ローダー。特別な武装はないが、アップグレード1.「修理キット」を取得すると、非戦闘時に建物や車両ユニットの修理が可能。
攻撃は基本的に近接攻撃のみ。航空機にはダメージを与える事が出来ないデメリットがある。建造物の破壊を得意とする。アビリティにより車両や建物の破片をつかみ、敵に投げつける事が出来る。移動速度がかなり遅いがアップグレード2.「ハイトルクジョイント」により、この弱点は克服できる。
ホーネット （Hornet）
コスト-250 ユニット属性-航空機 消費空きユニット-2
『AV-14 ホーネット』はUNSCのガンシップである。機関砲とミサイルで武装し、歩兵や車輌への攻撃を得意とする。アップグレードによりそれぞれ以下の強化を得られる。1.「二人の武装射撃手を搭乗」。2.「チャフポッド（フレア）を装備」しアンチミサイルシステムを展開する。
ホーク （whawk）
※アンダース教授固有のユニット
『ホーク』はUNSCのガンシップである。ホーネットの上位種。3連装ロケット・ポッドと2連装機関砲、レーザーキャノンを装備し、空中から敵地上部隊を攻撃することを得意とする。
当初は『スパロー・ホーク』という名称だった。
バルチャー （Vulture）
コスト-900 ユニット属性-航空機 消費空きユニット-6
『ヴァルチャー』はUNSCの攻撃型航空機。大型ガンシップ。
ペリカン同様、偏向ノズルを採用した大型VTOL機でデュアルオートマチック・キャノンを装備している。移動速度・旋回速度は緩慢だが、ほぼ全ての目標に対し、標準以上の攻撃力を有する。アビリティによりミサイルの一斉射撃が可能。このアビリティはアップ・グレード1.「メガミサイル」により攻撃力が倍化する。
対空兵装と対地兵装が独立しており、対空・対地攻撃を同時に行える。とは言え、どちらかと言えば対地攻撃の方が有利。
航空機だがスパルタンの強奪は不可能。
ペリカン （Pelican）
『ペリカン』はシリーズにおいてもっとも有名であるといっても過言ではない、UNSCのドロップ・シップ（降下艇）である。
今回は、指定したユニットを別の場所に移動させるときにのみ登場し、自軍に組み込むことはできない。
アルバトロス （Albatross）
『アルバトロス』は上記のペリカンを上回る大型の輸送機である。初登場はHalo 2のマルチプレイヤー・マップパック。二回目の登場はHalo 3のサンドトラップ。前者も後者も「墜落した」状態での登場であるため、「稼動している航空機」としての登場は今回が初めてである。
ショートソード （Shortsword）
『ショート・ソード』はUNSCの爆撃機あるいは戦闘攻撃機である。じゅうたん爆撃を要請すると出現。
外見はロングソードとそれほど変わらないが、どことなく米空軍のB-2を連想させる。
ロングソード （Longsword）
『ロング・ソード』はUNSCの主力戦闘機。Halo 1において、マスターチーフとコルタナがオータムからの脱出に使用したものと同一機種である。

### コヴナントのユニット

#### リーダー
悔恨の預言者（サンフェーム）
コスト-400（初回のみ0） ユニット属性-歩兵から航空機へ 消費空きユニット-0
コヴナント社会において高い地位にあるプロフェット族の主導者格、3人の預言者のうちの一人。手にプラズマガンを装備し、浮遊する玉座に乗って武装している。移動速度は遅いが、リーダーの中で唯一遠距離射撃が可能で、自動修復するバリアを持つ。アビリティの「浄化」は全てのユニットに対し圧倒的火力でダメージを与える事が出来るが効果範囲が極端に狭いのが難点と言える。また全てのリーダーユニットの弱点ではあるが、アビリティには使用時間に応じた資源コストを必要とし、使用を止めるまで膨大な資源を要する。
コヴナントのリーダーには基本能力とアビリティの2種のアップグレードが存在する。
基本アップグレードでは1.「聖なるいけにえ」により武器がロッドガンに強化、2.「先祖の守護」により預言者が死ぬまで敵に対して自動攻撃をする2機のプロテクターが付属。3.「神の赦免」では預言者の玉座に飛行能力が付加され、ユニット属性が歩兵から航空機へ変化する。また移動力が大幅に向上する。
アビリティのアップグレードでは、「浄化」の攻撃力の上昇と使用コストの削減が3段階分行われる（1.「悔恨の判決」、2.「悔恨の運命」、3.「悔恨の糾弾」）。3まで強化すると、浄化のダメージ範囲が広がる。
アービター
コスト-400（初回のみ0） ユニット属性-歩兵 消費空きユニット-0
デュアルエナジーソードを手にしたエリート族のリーダー。耐久力が弱く、攻撃が近接攻撃のみなどデメリットの多いユニットではある。しかし、アビリティの「怒り」を使用する事で攻撃力と移動速度が急激に上昇、耐久力の低い軽車両や航空機に対しての殲滅速度と駆逐能力には特に目を見張る物がある。「怒り」使用時には航空機にも攻撃が可能になるが、航空機を撃退した時点で足元が歩兵が侵入できない区域の場合、行動不能に陥り、残り体力に関わらず消滅してしまうデメリットが存在する。
基本アップグレードでは1.「悪魔の返礼」により敵の攻撃を受けるとダメージの一部を反射できるようになる、2.「邪悪なブレード」により基本能力が向上、3.「ゴーストビジョン」まで強化すると非戦闘時のアービターが常時ステルス状態になり敵に感知されなくなる。
アビリティのアップグレードでは、「怒り」の攻撃力の上昇と使用コストの削減が3段階分行われる（1.「激情」、2.「激怒」、3.「憤怒」）。1まで強化すると、「怒り」使用時に倒した相手に応じて体力が回復する。3まで強化すると、「怒り」使用時に周辺の味方ユニットの攻撃力を上昇させるサポート効果が付く。
ブルートチーフ
コスト-400（初回のみ0）ユニット属性-歩兵 消費空きユニット-0
グラビティハンマーを装備したブルート族のリーダー。基本攻撃は近接攻撃のみだが、攻走守ともに優れバランスの取れた能力を持つ。アビリティの「渦動」は、ブルートチーフの周辺に中規模の竜巻を発生させ、地空問わず複数のユニットに対し同時にダメージを与える事が可能である。この「渦動」は終了時に大爆発を発生させる事ができ、それまでに竜巻にユニットを巻き込めば巻き込んだ分だけ、最後の爆発のダメージを上昇させる事が出来る。このリーダーパワーは味方部隊に対しても効果を発揮する為、乱戦には不向きであるのが弱点と言える。
基本アップグレードでは、1.「継承」により、攻撃を与えたリーダーを除く全ての敵ユニットにスタン（麻痺）効果を与える。2.「天賦の才」により、攻撃時に敵ユニットをブルートチーフの元に引きつける事が出来る。3.「運命」まで強化すると、スタンさせた敵歩兵を一撃で倒すことが出来るようになる。このスタン効果は敵車両に対し特に戦果を上げることが出来る。
アビリティのアップグレードでは、「渦動」の攻撃力と効果範囲と巻き込みの上昇が3段階分行われる（1.「津波」、2.「ハリケーン」、3.「ブラックホール」）。

#### コヴナントの歩兵隊
グラント隊（アンゴイ）
コスト-100 ユニット属性-歩兵 消費空きユニット-1
コブナントの主力歩兵ユニット部隊。各隊に1名ずつエリートも配備されている（リーダがブルートチーフの場合はブルートになる）
一応は対航空ユニットという位置付けらしいが、そこまで対空に強い訳ではないので、敵が本気で航空ユニットに切り替えたときはパンパイアを製造する方が無難である。
運用には海兵隊同様、敵軍を数で圧倒する「物量作戦」が基本である。
アビリティーは粘着性のあるプラズマ・グレネードを敵ユニットに投げつける、粘着した爆弾は数秒後に爆発する。
ジャッカル（キグヤー）
コスト-100 ユニット属性-歩兵 消費空きユニット-1
ジャッカルはUNSCの火炎放射手に相当する対歩兵ユニット。対歩兵のスペシャリスト、初期武器の中距離用カービン銃はアップグレードによりビームライフルになる。アビリティーなし。
通常の歩兵として以上の脆さを持っているが、防御ガントレットで補強できる。
ハンター（レクゴロ）
コスト-250 ユニット属性-歩兵 消費空きユニット-2
二人一組で行動する、コヴナント軍の大型兵士。対車両ユニットであるため敵車両に対しては無類の攻撃力を誇るが、対空攻撃は全くできない。
エリート儀仗兵（サンヘイリ）
コスト-125 ユニット属性-歩兵 消費空きユニット-1 ※悔恨の預言者固有のユニット
エナジーソードで武装したエリート族の戦士。武器の特性上、近接攻撃しか行えず、また一切の対空攻撃を行えない。対歩兵属性があるため、歩兵同士の戦いには強い。ジャッカルや火炎放射兵と比べるとリーチで劣るが耐久力で勝る。
ブルート（ジラルハネイ）
コスト-150 ユニット属性-歩兵 消費空きユニット-1 ※ブルートチーフ固有のユニット
ブルート・ショットという強力なグレネード・ランチャーを装備したブルート族の戦士。対歩兵・対建造物・対車両に対してどれも平均以上の攻撃力を持つ。アップグレード後により強化したブルートは背中にジェットパックを装備し、空中移動が可能になる。非常に使いかってが良いが育成速度が遅いのが欠点。
自爆グラント
コスト-160 ユニット属性-歩兵 消費空きユニット-1 ※アービター固有のユニット
グラント隊の特殊タイプ。基本性能はグラントと同等だが、アビリティーの自爆を行う事により、自ユニットと引き換えに敵ユニットに対し大ダメージを与える事が出来る（初期タレットなら一体で破壊できる程の威力を有する）。

#### コヴナントのビークル
ゴースト（Ghost）
ゴーストはコヴナントの汎用ホバーマシンである。2連装プラズマガンを装備。
このビークルの最大の長所は低いコスト（グラント歩兵部隊と同一）と高い機動性、製造時間の短さであるが、攻守ともに性能が低く本格的な戦闘には不向きである。
ブルートチョッパー（Brute Chopper）
ブルート族が独自運用している突撃強襲車両。ブルートチーフをリーダーユニットとして選んだ場合、ゴーストの代わりにこちらが配備・製造される。
基本的な役割はゴーストと大差ないが、耐久力がゴーストより高い、ゴーストと逆（ワートホグと同様）にアップグレード無しでは体当たりしか攻撃方法が無いなどの特徴がある。
大きな欠点として、進行方向と攻撃方向が同一でないと射撃できない（他軍の車両と違い、逃げながら射撃できない）、コストを2ポイント消費するなどがあげられる（ゴーストやワートホグは1）。
レイス（Wraith）
レイスはコヴナントの自走形迫撃砲、自走榴弾砲。または自走対空砲、対空戦車…という具合に、登場する作品によってジャンルの違う乗り物である。解説書では装甲機と定義されている。
主武装である「プラズマ砲」は攻撃射程距離は長いが、弾速が遅く動き回るワートホグ等にはあまり当たらない。しかし、比較的対歩兵攻撃の能力は高い。
今作では特に対空特化したタイプは登場しないので、通常の対地攻撃用戦車として扱われる。
ローカスト（Locust）
ローカストはコヴナントの自走砲。建物の破壊に有効な長射程の大型レーザー砲で武装をする。対象が建物でなくとも高い攻撃力を有するが、シールドがはがれると脆い。
バンシー（Banshee）
バンシーはコヴナントの小型戦闘機。二門のプラズマ・キャノンと燃料ロッドキャノンで武装し、平均的な能力を持つ。
アビリティのブーストによって高速移動が可能ではあるが、その反面耐久力は低い。
ヴァンパイア（Vampire）
ヴァンパイアはコヴナントの戦闘機。強力な対空ニードラータレットと、威力は劣るがプラズマガンを持つ。またアビリティによって敵の体力を吸い取るのはまさに名前の通りである。
コブナント軍には対空車両が特に存在しないため、航空ユニットを専門的に墜とすには、これを使うこととなる。
エンジニア（Engineer）
コブナント軍の航空ユニット。ユニットや施設の修復を行う、コブナント軍唯一の回復手段である。攻撃は一切行えないが、戦闘中ユニットも修復できる点ではUNSCのリーダーパワー「回復」に勝る。
スピリット（Spirit）
※シングルプレイにのみ登場。
スピリットはHalo1にも登場したコヴナントのドロップ・シップ（降下艇）である。ちなみに、2以降に登場した新型の後継機にあたるファントムは今作未登場。
セラフ（Seraph）
※シングルプレイにのみ登場。
コヴナントの大型宇宙戦闘機。UNSC側のロングソードに相当する機体。
スカラベ（Scarab）
コスト-3000 ユニット属性-重車両 消費空きユニット数-20
コヴナントが誇る地上戦の切り札たる巨大な機動プラットフォーム。今作のコヴナント軍の最大最強の兵器。主砲の強化マイニングレーザー（マイニングレーザービーム）は、長射程、広範囲にわたり敵ユニットに多大なダメージを与えることができる。上部には対空兵器のプラズマタレットも装備してあり、全ユニットに対して随一の火力を誇る。
車両でありながら移動可能区域は航空機と同様で奇襲にも向く。しかし、鈍重であるため移動速度は遅く、複数の航空機や対車両ユニットに囲まれると、あっという間に瓦解する防御力の弱さが弱点である。また製造コスト、必要空きユニット数も増大で、扱いに難しいユニットと言える。
スーパースカラベ(Super Scarab)
※シングルプレイにのみ登場
スカラベの固定型兵器。移動は出来ないが、攻撃力、防御力共にスカラベの数倍もの威力を有している。本ゲームでは戦場の各地に配置されたパワーノードを破壊する事で、スカラベの砲台の旋回速度を低下させることが可能、攻略の鍵となる。HALO2においてニューモンバサを侵攻した強化タイプと同種である。

## Halo Wars: Definitive Edition
Halo WarsのHDリマスター版。Xbox One、Windows 10 PC、Steamにてダウンロード販売されている。
Xbox 360版との違いとしてはグラフィックが改善され、新たな実績の追加、全てのDLCを収録といった要素が追加されている。
またXbox Play Anywhereに対応しており、XboxストアかWindowsストアのどちらかで購入すれば、追加費用なしにXbox OneとWindows 10 PCの両バージョンを所有できる。(Steam版は非対応)
当初はHalo Wars2のアルティメットエディションの購入者のみ先行配信されていたが、2017年4月21日に単品販売が開始された。

## トレイラー
これまでに4種類の予告編が公開されている。
シネマティック・トレイラー （Cinematic Trailer）
最初に公開されたアナウンスメント・トレイラーである。長さ約1分半。本製品のタイトル画面で表示されている映像がこれにあたる。
デモレベル・ビデオ （Demo Level Video）
ゲームプレイ映像を主体とした10分間のビデオ。
回想、5年間の地獄 （E3 2008 Five Long Years Cinematic）
2008年に公開された予告編。本編のプロローグである。
不穏な行動　（E3 2008 Five Long Years Cinematic part 2）
長さ3分25秒のトレイラー。こちらも本編のプロローグである。

## カットされたコンテンツ
製品には実装されていない多数の未公開コンテンツが存在する。UNSCのユニットでは歩兵戦闘車、戦車駆逐車とされる車輌『クーガー』というユニット。『フォックス・キャノン』と呼ばれる大砲。コヴナント側にも高射砲や『ゴーゴン』と呼ばれるなぞの乗り物があったようである。

## 音楽

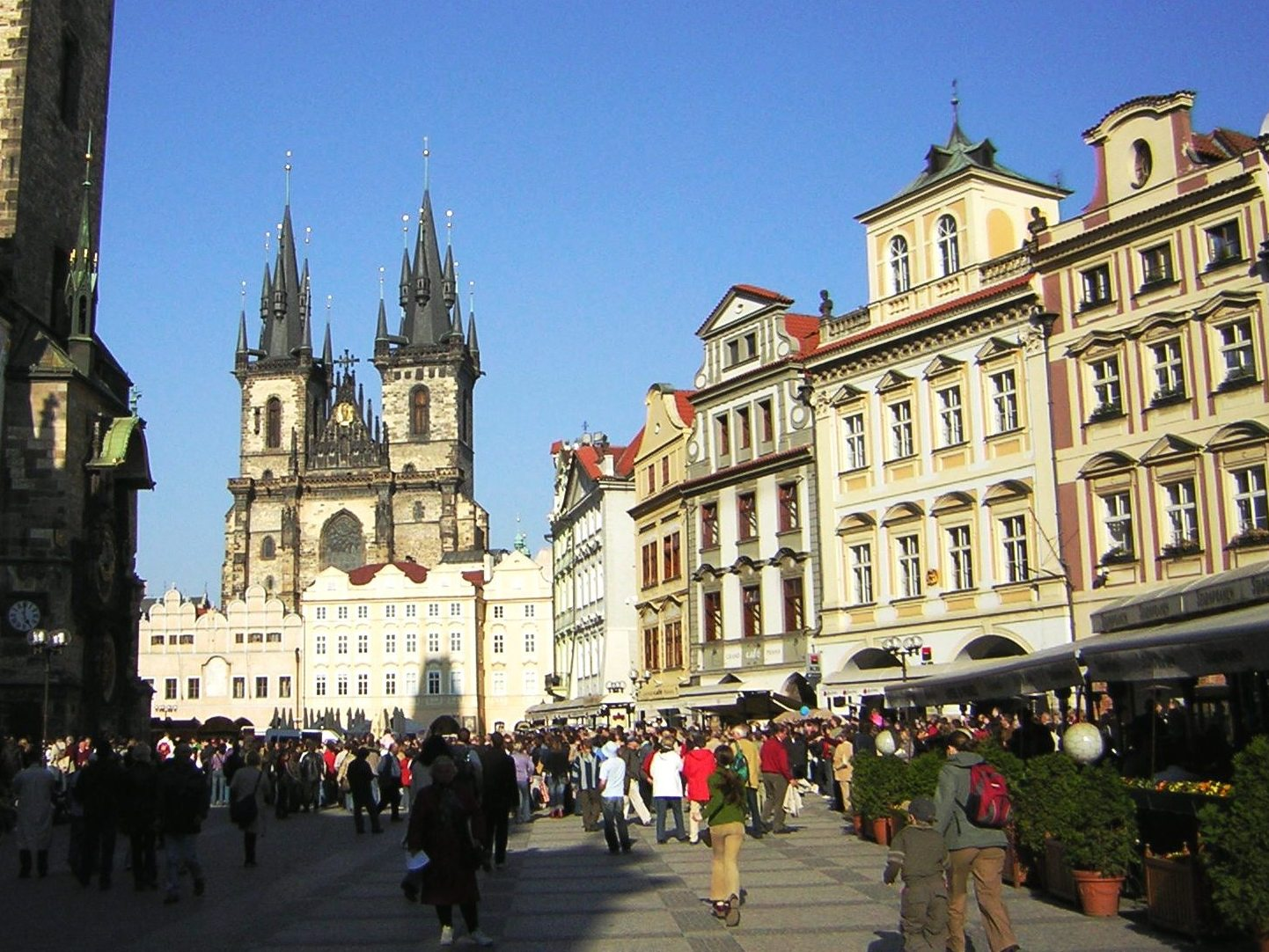
チェコ共和国の首都プラハ。Halo Warsのスコアはこの都市でレコーディングされた。

これまでのHaloシリーズはマーチン・オドネルが作曲を担当してきたが、今回はアンサンブルスタジオのスティーブン・リッピーが担当した。ただし、ピアノやオーケストラ、合唱曲を中心とし、Halo3の音楽を意識したスタイルになっている。オーケストラ指揮はアダム・クレメンス。ピアノ担当は演奏はスタン・レパード。オーケストラ演奏はFILMharmonic Orchestra Prague（フィルハーモニック・オーケストラ・プラハ）が担当。これまでのシリーズ同様、サウンドトラックがリリースされている。今回は珍しいことに、日本語版が発売されている。ブックレットが日本語訳され、オリジナルのマスター音源を国内でプレスしている。オリジナル版にない要素として、予告編やメイキング映像、ボーナストラックを収録したDVDが付属する。

### サウンドトラック
| #   | タイトル                                  | 作詞 | 作曲・編曲 |
| --- | ----------------------------------------- | ---- | ---------- |
| 1.  | 「SPIRIT OF FIRE」                        |      |            |
| 2.  | 「Bad Here Day」                          |      |            |
| 3.  | 「PERSPECTIVE」                           |      |            |
| 4.  | 「MONEY OR METEORS」                      |      |            |
| 5.  | 「FLOLLO」                                |      |            |
| 6.  | 「JUST AD NAUSEAM」                       |      |            |
| 7.  | 「UNUSUALLY QUIET」                       |      |            |
| 8.  | 「FLIP AND SIZZLE」                       |      |            |
| 9.  | 「PUT THE LADY DOWN」                     |      |            |
| 10. | 「SIX-ARMED ROBBING SUIT」                |      |            |
| 11. | 「ACTION FIGURE HANDS」                   |      |            |
| 12. | 「STATUS QUO SHOW」                       |      |            |
| 13. | 「PART OF THE PLAN」                      |      |            |
| 14. | 「WORK BURNS AND RUNAWAY GRUNTS」         |      |            |
| 15. | 「FREAKED OUT」                           |      |            |
| 16. | 「RESCUED OR NOT」                        |      |            |
| 17. | 「BEST GUESS AT BEST」                    |      |            |
| 18. | 「ONE PROBLEM AT A TIME」                 |      |            |
| 19. | 「DE FACTO THE MATTER」                   |      |            |
| 20. | 「PART OF THE PROBLEM」                   |      |            |
| 21. | 「FINGERPRINTS ARE BROKEN」               |      |            |
| 22. | 「OUT OF THERE ALIVE」                    |      |            |
| 23. | 「THROUGH YOUR HOOPS」                    |      |            |
| 24. | 「UNDER YOUR HURDLES」                    |      |            |
| 25. | 「INSIGNIFICANTIA 〔ALL SLOPPY/NO JOE〕」 |      |            |

| #   | タイトル                                                                | 作詞 | 作曲・編曲 |
| --- | ----------------------------------------------------------------------- | ---- | ---------- |
| 1.  | 「Spirit of Fire: Three Cities (VIDEOS)」                               |      |            |
| 2.  | 「Five Long Years (VIDEOS)」                                            |      |            |
| 3.  | 「Teaser Trailer (VIDEOS)」                                             |      |            |
| 4.  | 「X-06 (BONUS TRACKS)」                                                 |      |            |
| 5.  | 「Fingerprints Are Broken 〔Harvest Intro Version〕 (BONUS TRACKS)」    |      |            |
| 6.  | 「Five Long Years (BONUS TRACKS)」                                      |      |            |
| 7.  | 「Money Or Meteors 〔Arcadia Intro Version.〕 (BONUS TRACKS)」          |      |            |
| 8.  | 「Nothing Ventured, Nothing Gained (BONUS TRACKS)」                     |      |            |
| 9.  | 「Best Guess At Best 〔Shield Exterior Intro Version〕 (BONUS TRACKS)」 |      |            |
| 10. | 「Quite The Vacation Resort (BONUS TRACKS)」                            |      |            |
| 11. | 「Bad Here Day 〔Shield Interior Intro Version〕 (BONUS TRACKS)」       |      |            |
| 12. | 「We’re Burning Sunshine (BONUS TRACKS)」                               |      |            |
| 13. | 「Spirit of Fire (5.1ch SURROUND MIXES)」                               |      |            |
| 14. | 「Bad Here Day (5.1ch SURROUND MIXES)」                                 |      |            |
| 15. | 「Flollo (5.1ch SURROUND MIXES)」                                       |      |            |
| 16. | 「Just Ad Nauseam (5.1ch SURROUND MIXES)」                              |      |            |
| 17. | 「Money Or Meteors (5.1ch SURROUND MIXES)」                             |      |            |
| 18. | 「Fingerprints Are Broken (5.1ch SURROUND MIXES)」                      |      |            |
| 19. | 「Through Your Hoops (5.1ch SURROUND MIXES)」                           |      |            |
| 20. | 「Under Your Hurdles (5.1ch SURROUND MIXES)」                           |      |            |
| 21. | 「Insignificantia (5.1ch SURROUND MIXES)」                              |      |            |

## そのほか
- なぜアンサンブル・スタジオはヘイロー・シリーズをリアルタイムストラテジーにしたのかというと、本作のプロデューサーであるパトリック・ハドソン曰く『クールだから』。[3]
- 本作にはHalo: Chronicles（別名:ピーター・ジャクソンによる新Haloプロジェクト）の予告編が付属するといわれていた。
- 今作は、海外と比較して約1週間ほど早く日本で発売されている。発売元によると、その理由は、「RTSが一般的でない日本のゲーマーにいち早く慣れさせ、海外のゲーマーとの格差を少しでも埋めるため」とのことである。また、ゲーム自体も海外作品としては異例ともいえる丁寧なローカライズがなされており（一部致命的な誤訳もあったHALO本編よりも丁寧である）、発売元の意気込みがうかがえる。